# Ultime lettere da Stalingrado (film)
Ultime lettere da Stalingrado (Lettres de Stalingrad) è un film del 1969 diretto da Gilles Katz.

## Trama
Stalingrado, dicembre 1942. I russi hanno ormai in mano il conflitto sul fronte interno, ed i tedeschi della leggendaria 6. Armee, decimati di ben 70.000 unità, continuano una inutile resistenza, agli ordini del generale Friedrich Paulus, soggiogato dal volere del Führer nell'impedirne la ritirata. La decisione comporta un altro inutile sterminio. I soldati germanici, stanchi, sfiduciati e tormentati dal terribile inverno russo, scrivono lettere a casa, in cui evidenziano il loro disincanto nei confronti di Hitler, dei suoi sogni assurdi e della macchina bellica tedesca.
E allora ecco incrociarsi storie piene di umanità, dal pianista dalle mani congelate che ricorda i suoi concerti alla moglie fedifraga, ora che anche Kurt, l'amante, agonizza con lui nell'inferno di Stalingrado, suonando ad un vecchio pianoforte rinvenuto per caso l’Appassionata di Beethoven, al carrista che, dopo aver ucciso per pietà un nemico ferito gravemente, impazzisce per il rimorso e vaga per la città, prima di ottenere requie dai mitragliatori dell'Armata Rossa. Ed il cappellano scrive ai suoi fedeli della messa natalizia recitata davanti ai suoi commilitoni.